# Římskokatolická farnost Kratonohy
Římskokatolická farnost Kratonohy je územním společenstvím římských katolíků v rámci královéhradeckého vikariátu královéhradecké diecéze.

## O farnosti

### Historie
Plebánie v Kratonohách je spolu s gotickým kostelíkem připomínána ve 14. století. Kostel byl v 18. století barokně přestavěn nákladem Jana Václava Michny z Vacínova. Farnost přestala být ve 20. století obsazována sídelním duchovním správcem a místní duchovní správa začala být obstarávána ex currendo odjinud.

### Současnost
Farnost je spravována ex currendo z Dobřenic.
| Kostel                     | Místo     | Bohoslužba             | Bohoslužba               | Poznámka     |
| -------------------------- | --------- | ---------------------- | ------------------------ | ------------ |
| Kostel sv. Jakuba Staršího | Kratonohy | neděle v měsíci květnu | 15.00 (bohoslužba slova) | farní kostel |